# Nuevo José Guadalupe de la Rueda
Nuevo José Guadalupe de la Rueda är en ort i Mexiko.   Den ligger i kommunen Ocampo och delstaten Durango, i den centrala delen av landet, 1 000 km nordväst om huvudstaden Mexico City. Nuevo José Guadalupe de la Rueda ligger 1 727 meter över havet och antalet invånare är 119.
Terrängen runt Nuevo José Guadalupe de la Rueda är varierad. Nuevo José Guadalupe de la Rueda ligger nere i en dal. Runt Nuevo José Guadalupe de la Rueda är det mycket glesbefolkat, med 2 invånare per kvadratkilometer. Närmaste större samhälle är Villa Ocampo, 4,7 km väster om Nuevo José Guadalupe de la Rueda. Omgivningarna runt Nuevo José Guadalupe de la Rueda är i huvudsak ett öppet busklandskap.